# 新守山
新守山（しんもりやま）は、愛知県名古屋市守山区の地名。丁番を持たない単独町名である。住居表示未実施。

## 地理
東は金屋・鳥羽見、西は瀬古東、北は幸心・新守西に接する。

## 歴史

### 町名の由来
JR中央本線新守山駅が所在することに由来する。

### 沿革
- 1998年（平成10年）2月16日 - 守山区大字守山および幸心の各一部により、同区新守山として成立[1]。

## 世帯数と人口
2019年（平成31年）4月1日現在の世帯数と人口は以下の通りである。
| 町丁   | 世帯数  | 人口    |
| ------ | ------- | ------- |
| 新守山 | 609世帯 | 1,185人 |

### 人口の変遷
国勢調査による人口の推移
| 2000年（平成12年） | 1,159人 | [ WEB 6 ] |  |
| 2005年（平成17年） | 1,177人 | [ WEB 7 ] |  |
| 2010年（平成22年） | 1,162人 | [ WEB 8 ] |  |
| 2015年（平成27年） | 1,219人 | [ WEB 9 ] |  |

## 学区
市立小・中学校に通う場合、学校等は以下の通りとなる。また、公立高等学校に通う場合の学区は以下の通りとなる。
| 番・番地等 | 小学校               | 中学校                 | 高等学校 |
| ---------- | -------------------- | ---------------------- | -------- |
| 全域       | 名古屋市立瀬古小学校 | 名古屋市立守山西中学校 | 尾張学区 |

## 施設
- アピタパワー新守山店

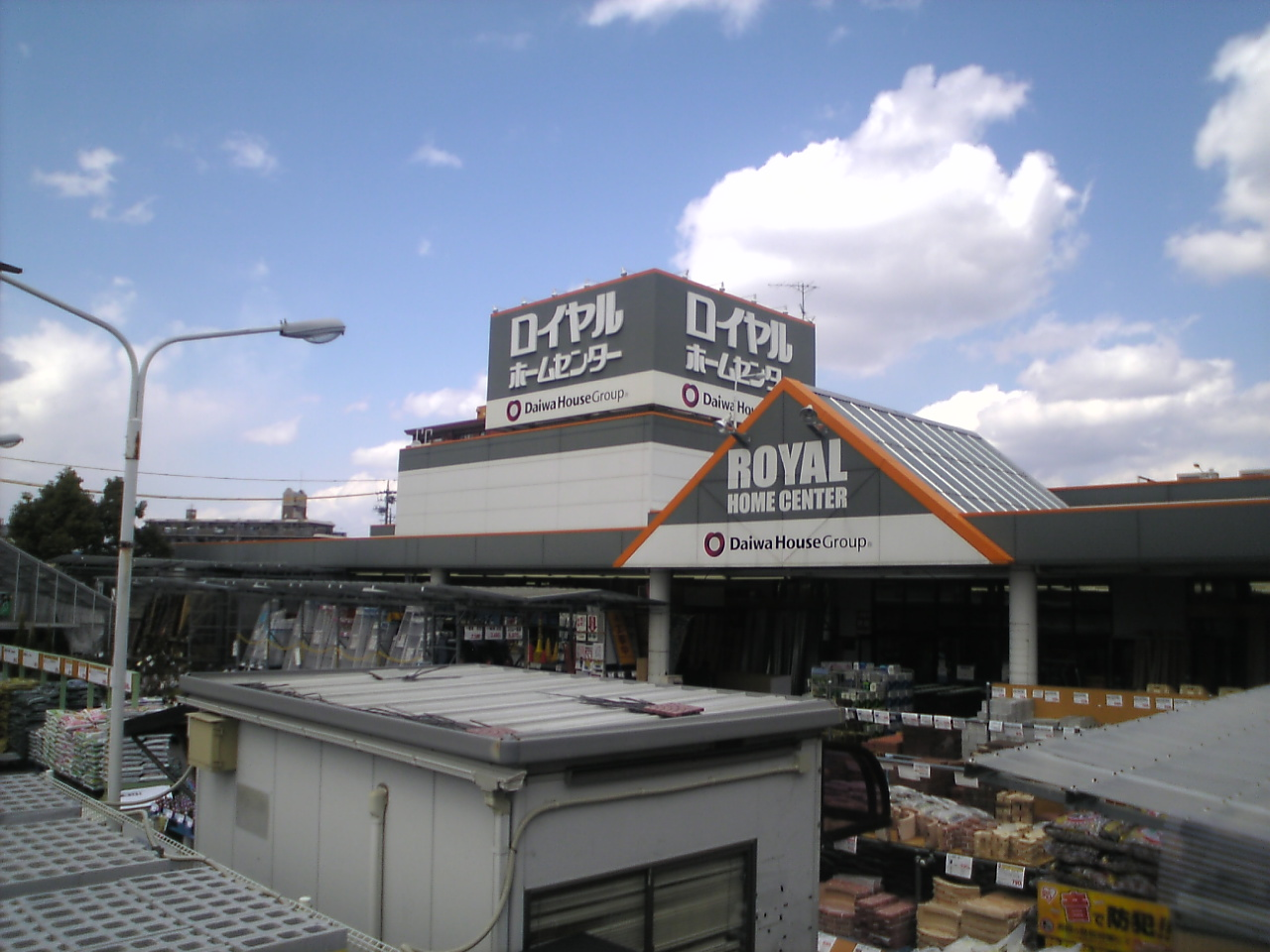
ロイヤルホームセンター新守山店
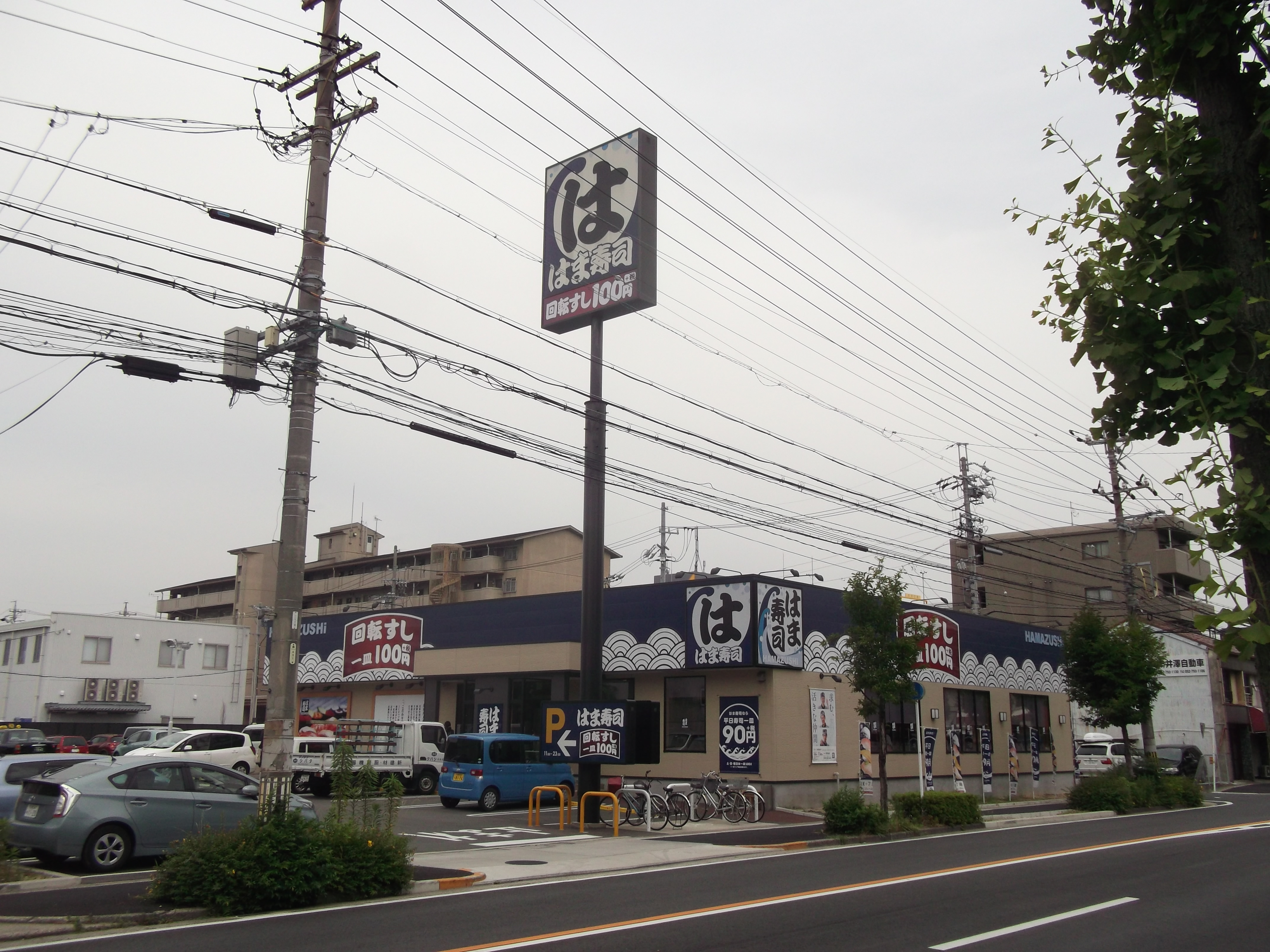
ケーズデンキ新守山店
- はま寿司新守山店
- 東邦ガス守山供給所

- ロイヤルホームセンター新守山店
- はま寿司新守山店

## 交通
- 国道19号

## その他

### 日本郵便
- 郵便番号 : 463-0070[WEB 3]（集配局：守山郵便局[WEB 12]）。

### WEB
1. ↑  “愛知県名古屋市守山区の町丁・字一覧”.   人口統計ラボ. 2017年3月26日閲覧。
2. 1 2  “町・丁目(大字)別、年齢(10歳階級)別公簿人口(全市・区別)”.   名古屋市 (2019年4月22日). 2019年4月23日閲覧。
3. 1 2  “郵便番号”.  日本郵便. 2019年3月17日閲覧。
4. ↑  “市外局番の一覧”.   総務省. 2019年1月6日閲覧。
5. ↑  名古屋市役所市民経済局地域振興部住民課町名表示係 (2015年10月21日). “守山区の町名”.   名古屋市. 2017年3月26日閲覧。
6. ↑  総務省統計局 (2014年5月30日). “平成12年国勢調査の調査結果(e-Stat) - 男女別人口及び世帯数 －町丁・字等”. 2019年3月23日閲覧。
7. ↑  総務省統計局 (2014年6月27日). “平成17年国勢調査の調査結果(e-Stat) - 男女別人口及び世帯数 －町丁・字等”. 2019年3月23日閲覧。
8. ↑  総務省統計局 (2012年1月20日). “平成22年国勢調査の調査結果(e-Stat) - 男女別人口及び世帯数 －町丁・字等”. 2019年3月23日閲覧。
9. ↑  総務省統計局 (2017年1月27日). “平成27年国勢調査の調査結果(e-Stat) - 男女別人口及び世帯数 －町丁・字等”. 2019年3月23日閲覧。
10. ↑  “市立小・中学校の通学区域一覧”.   名古屋市 (2018年11月10日). 2019年1月14日閲覧。
11. ↑  “平成29年度以降の愛知県公立高等学校（全日制課程）入学者選抜における通学区域並びに群及びグループ分け案について”.   愛知県教育委員会 (2015年2月16日). 2019年1月14日閲覧。
12. ↑  “郵便番号簿 2018年度版” (PDF).   日本郵便. 2019年5月8日閲覧。

### 文献
1. 1 2  守山区制50周年記念事業実行委員会 2013, p. 397.
2. ↑  守山区制50周年記念事業実行委員会 2013, p. 358.